# Барабаш, Иван Дмитриевич
Иван Дмитриевич Бараба́ш (укр. Іван Барабаш; 1??? − 3 мая 1648 года) — черкасский полковник, наказной гетман (1647 год) украинских казаков, участник посольств к польскому королю.

## Биография
Русин по происхождению, он ещё в 1630-х годах выбран был черкасским полковником из полковых есаулов, но рано стал обнаруживать свои симпатии к Польско-Литовскому государству, хотя и принимал участие в переговорах с поляками по поводу притеснений, чинившихся православному казачеству.
Так, в 1636 году вместе с Богданом Хмельницким он был избран запорожцами послом к польскому королю Владиславу IV, чтобы изложить ему жалобы на эти притеснения. Переговоры, проводившиеся при посредничестве известного Адама Киселя, ни к чему так и не привели, однако авторитет Ивана Барабаша вырос.
В начале 1646 года по приглашению короля ездил в Варшаву в составе делегации казацких старшин. Король обещал увеличить число казаков до 20 000 кроме реестровых, отдал приказание построить «чайки» и дал им 6 000 талеров, обещая заплатить в течение двух лет 60 тысяч талеров.
В начале 1647 года польское правительство назначило его наказным гетманом. Давно уже недовольная им главная дружина кравчины запорожской — линчаевцы избрала себе особого гетмана и даже укрепилась в Никитинской сечи. К ним стали присоединяться и другие казаки; несмотря на все противодействия Богдана Хмельницкого, бывшего ранее войсковым писарем у Барабаша, возникла борьба между гетманом, ставленником Польши, и недовольными казаками. Перевес остался на стороне первого, и он, не скрывая своего неудовольствия против казаков, стал притеснять их разными поборами и строгими взысканиями. Снова поднявшимся линчаевцам удалось заставить Барабаша поклясться действовать в пользу казаков, и он даже поехал, по предложению Хмельницкого, к польскому королю с представлением о притеснениях  украинского народа поляками, но скрыл королевскую грамоту (письмо), бывшую единственным результатом его безуспешной поездки, и ещё с большею строгостью стал относиться к казакам.
После Сейма, который заставил короля отказаться от своих планов, Барабаш припрятал королевскую привилегию на увеличение казацкого сословия и на постройку «чаек». Богдан Хмельницкий хитростью достал эту привилегию в свои руки.
Тогда решился действовать против него и поляков Богдан Хмельницкий. Он поднял всех запорожцев, показывая им, между прочим, и похищенную им у Барабаша королевскую грамоту. Польское правительство поручило Барабашу усмирить восставших казаков; но размеры восстания, как известно, все более увеличивались. Против Хмельницкого к Жёлтым Водам выступил не один Барабаш со своими реестровыми казаками, но громадное польское войско, под начальством Потоцкого.
Накануне этой знаменитой битвы реестровые казаки, которых Хмельницкий уговорил перейти на свою сторону, убили своего вождя. Малороссийская летопись дает следующий неблагосклонный отзыв о Барабаше: «к ляхам приличен был и, своей корысти только ищущи, изволил сам в счастии жити, а о войске не радел, ниже о обиде людской». Важность письма короля Владислава Барабашу доказывается ещё и тем, что после Желтоводской битвы, когда к Хмельницкому был послан для переговоров Адам Кисель, последнему поручалось требовать между прочим и возвращения этого письма.
В ходе восстания Хмельницкого ночью с 3-го на 4 мая 1648 года утоплен реестровыми казаками вместе с другими шляхетскими начальниками, сторонниками панской власти, в битве под Жёлтыми Водами.

## Образ Ивана Барабаша в кино
- «Огнём и мечом» / «Ogniem i mieczem» (1999; Польша) режиссёр — Ежи Гоффмана, в роли атамана Барабаша — Густав Люткевич.